# Bracey Wright
Carl Arman Wright, detto Bracey (The Colony, 1º luglio 1984), è un ex cestista e allenatore di pallacanestro statunitense.

## Carriera
È stato selezionato dai Minnesota Timberwolves al secondo giro del Draft NBA 2005 (47ª scelta assoluta).

## Palmarès

### Club

#### Competizioni nazionali
- Liga catalana: 1

Joventut Badalona: 2008
- Campionato israeliano: 1

Hapoel Gerusalemme: 2014-15
- Campionato ceco: 1

ČEZ Nymburk: 2018-19
- Coppa della Repubblica Ceca: 1

ČEZ Nymburk: 2019
- Coppa di Lega israeliana: 1

Hapoel Gerusalemme: 2014

### Individuale
- McDonald's All American: 1

2002
- All-ULEB Eurocup Second Team: 1

Cedevita Zagabria: 2010-11
- Ligat ha'Al MVP finali: 1

Hapoel Gerusalemme: 2014-15